# Claus Scholz
Claus D. Scholz (13 mei 1949) is een Duitse striptekenaar.

## Biografie
Scholz werd in 1965 etalagedecorateur in Wolfsburg. Omdat hij graag striptekenaar wilde worden verhuisde hij in 1972 naar Antwerpen om zijn diensten aan te bieden aan Willy Vandersteen. Deze had op dat moment niemand nodig, maar wees hem door naar Frank Sels, die tot 1966 zorgde voor de inkting van De Rode Ridder.
Samen met Sels maakte Scholz de stripreeks Zilverpijl voor de Duitse markt. Ze schreven in zeven jaar 194 verhalen. Scholz schreef zelf ongeveer 50 scenario's en zorgde voor de inkting.
In 1979 tekende Scholz voor het weekblad Kuifje zes korte verhalen en illustraties voor enkele stripreeksen zoals Vlammende Speer, Lasso en Chick Bill.
Scholz tekende voor het Duitse Marvel Comics in die periode meer dan 150 covers en verschillende televisie- en filmsatires.
Begin jaren 80 kwam Scholz bij Studio Vandersteen terecht en hielp mee aan een 30-tal Bessy-verhalen (schetsen en inkten) en bewerkte hij een zevental Karl May-verhalen.
In 1983 verschenen van zijn eigen hand vier korte verhalen van de stripfiguur James Leigh voor het striptijdschrift Robbedoes en later (in 1989) een lang verhaal voor het Suske en Wiske Familiestripboek.
Voor de Zuid-Nederlandse Uitgeverij verzorgde Scholz tussen 1985 en 1995 illustratiewerk voor met name kleur-, plak- en knutselboeken van Disney.
Vanaf 1986 werkte Scholz mee aan de stripreeks Bakelandt. Ook schreef hij nog enkele korte verhalen voor het meisjes-weekblad Tina.
Vanaf 2005 tekent hij, na het overlijden van Karel Biddeloo, de nieuwe verhalen van de stripreeks De Rode Ridder, waarvoor Martin Lodewijk de scenario's schrijft. Het eerste verhaal van hun hand was De grot van de beer (album 207). Vanaf 2009 schreef én tekende hij verschillende albums uit de genoemde reeks: De spiegeldemon (nr. 221), De furiën (225), De verborgen vesting (228), De vreemdeling (229), De amazones (230) en Duivelsmist (232). Dit komt doordat Martin Lodewijk ook bezig is met zijn eigen strip, Agent 327.
- International Standard Name Identifier: 0000 0003 6894 6970
- Nederlandse Thesaurus van Auteursnamen: 072637129
- Système universitaire de documentation: 143491105
- Virtual International Authority File: 290164901
- WorldCat: E39PBJvd3Wv3Yqwb8rqxJK6qcP